# Euxoa glaseri
Euxoa glaseri är en fjärilsart som beskrevs av Zoltan Varga 1979. Euxoa glaseri ingår i släktet Euxoa och familjen nattflyn. Inga underarter finns listade i Catalogue of Life.